# León Guzmán (Durango)
León Guzmán es una localidad del estado mexicano de Durango. Es parte del municipio de Lerdo.

## Toponimia
El nombre de la localidad rinde homenaje a León Guzmán, diputado del Congreso Constituyente de México de 1856.

## Demografía
| Gráfica de evolución demográfica |
|                                  |

| Censo | Población |
| ----- | --------- |
| 1900  | 527       |
| 1910  | 666       |
| 1921  | 307       |
| 1930  | 611       |
| 1940  | 804       |
| 1950  | 1 255     |
| 1960  | 1 393     |
| 1970  | 2 145     |
| 1980  | 2 353     |
| 1990  | 2 944     |
| 2000  | 3 133     |
| 2010  | 3 335     |
| 2020  | 3 862     |